# Saint-Hilaire-de-Clisson
Saint-Hilaire-de-Clisson est une commune de l'Ouest de la France, située dans le département de la Loire-Atlantique, en région Pays de la Loire.

## Géographie

### Localisation

Situation de la commune de Saint-Hilaire-de-Clisson dans le département de la Loire-Atlantique

Saint-Hilaire-de-Clisson est située au sud-est du département, à 2,5 kilomètres au sud-ouest de Clisson, 25 kilomètres au sud-est de Nantes, 30 kilomètres à l'ouest de Cholet.
|                         | Gorges                         | Clisson               |
| Saint-Lumine-de-Clisson | Saint-Hilaire-de-Clisson       | Cugand Vendée         |
| Remouillé               | Saint-Hilaire-de-Loulay Vendée | La Bernardière Vendée |

### Superficie et altitude
La superficie de la commune est de 18,4 km2. Elle se trouve à 74 mètres d'altitude.

### Hydrographie
Saint-Hilaire-de-Clisson est traversée par les ruisseaux de la Margerie et de l'Osée.

### Climat
Pour des articles plus généraux, voir Climat des Pays de la Loire et Climat de la Loire-Atlantique.
En 2010, le climat de la commune est de type climat océanique franc, selon une étude du CNRS s'appuyant sur une série de données couvrant la période 1971-2000. En 2020, Météo-France publie une typologie des climats de la France métropolitaine dans laquelle la commune est exposée à un climat océanique et est dans la région climatique  Bretagne orientale et méridionale, Pays nantais, Vendée, caractérisée par une faible pluviométrie en été et une bonne insolation.
Pour la période 1971-2000, la température annuelle moyenne est de 11,9 °C, avec une amplitude thermique annuelle de 13,8 °C. Le cumul annuel moyen de précipitations est de 814 mm, avec 12,1 jours de précipitations en janvier et 6,3 jours en juillet. Pour la période 1991-2020, la température moyenne annuelle observée sur la station météorologique de Météo-France la plus proche, « Haie-Fouassière », sur la commune de La Haie-Fouassière à 12 km à vol d'oiseau, est de 12,8 °C et le cumul annuel moyen de précipitations est de 858,5 mm,. Pour l'avenir, les paramètres climatiques de la commune estimés pour 2050 selon différents scénarios d'émission de gaz à effet de serre sont consultables sur un site dédié publié par Météo-France en novembre 2022.

## Urbanisme

### Typologie
Au 1er janvier 2024, Saint-Hilaire-de-Clisson est catégorisée bourg rural, selon la nouvelle grille communale de densité à sept niveaux définie par l'Insee en 2022.
Elle est située hors unité urbaine. Par ailleurs la commune fait partie de l'aire d'attraction de Nantes, dont elle est une commune de la couronne,. Cette aire, qui regroupe 116 communes, est catégorisée dans les aires de 700 000 habitants ou plus (hors Paris),.

### Occupation des sols
L'occupation des sols de la commune, telle qu'elle ressort de la base de données européenne d’occupation biophysique des sols Corine Land Cover (CLC), est marquée par l'importance des territoires agricoles (96,3 % en 2018), en diminution par rapport à 1990 (97,7 %). La répartition détaillée en 2018 est la suivante : 
terres arables (52,6 %), zones agricoles hétérogènes (36,4 %), prairies (7,3 %), zones urbanisées (3,7 %). L'évolution de l’occupation des sols de la commune et de ses infrastructures peut être observée sur les différentes représentations cartographiques du territoire : la carte de Cassini (XVIIIe siècle), la carte d'état-major (1820-1866) et les cartes ou photos aériennes de l'IGN pour la période actuelle (1950 à aujourd'hui).

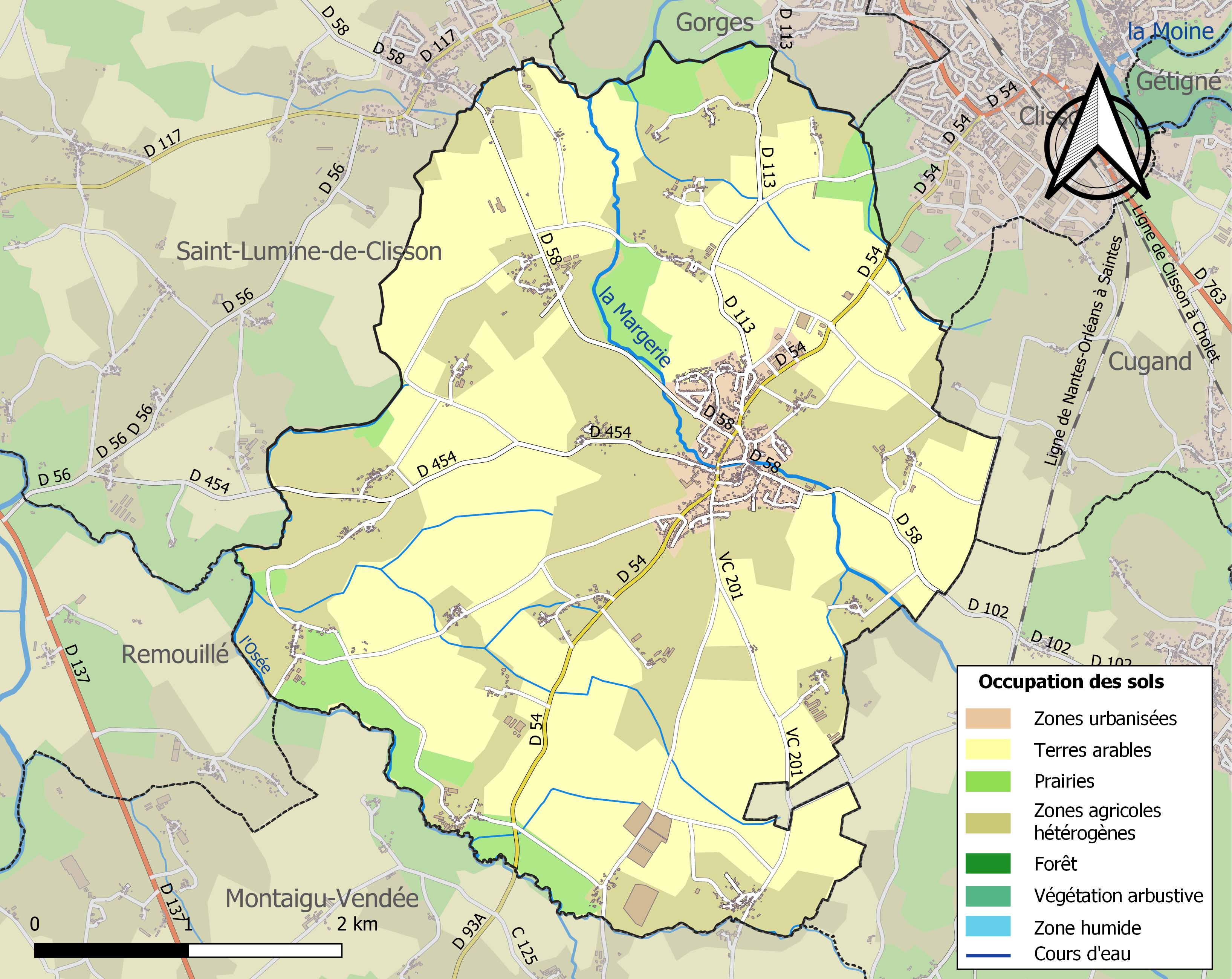
Carte des infrastructures et de l'occupation des sols de la commune en 2018 (CLC).

## Toponymie
Le nom de la localité est attesté sous la forme Sanctus Hilarius en 1287.
Le nom évoque Hilaire de Poitiers, évêque de Poitiers au IVe siècle.
On retrouve une trace écrite de Saint-Hilaire-de-Clisson dans les archives départementales [réf. nécessaire] au  XIIIe siècle sous le nom de Sanctus-Hilarus-de-Nemroe (Saint-Hilaire-des-Forêts).
En 1921, le conseil municipal demande la modification de désignation en Saint-Hilaire-de-Clisson pour éviter toute confusion avec les communes homonymes.
La commune est située dans la zone de transition entre le gallo et le poitevin, possède un nom en gallo, écrit Saint-Ilère ou Saint-Ilére en écriture ABCD.
La forme bretonne proposée par l'Office public de la langue bretonne est Sant-Eler-Neved.

## Histoire

### Moyen Âge
Au Moyen Âge, la paroisse de Saint-Hilaire dépend de la châtellenie de Clisson et se  situe au sein des Marches avantagères à la Bretagne en raison de sa position entre les provinces de Bretagne, et du Poitou. Le bourg se forme tardivement avec la cure, l'église et les deux villages les plus poches : « La Jarrie »  et « Coussa ».

### Période moderne
À partir du XVIe siècle, on voit un foyer protestant sur le territoire de la commune. Les châteaux de « l’Hommeau » et de « la Mainguionière » sont habités par des huguenots.
Après les Guerres de religion et la révocation de l’édit de Nantes, beaucoup quittent la région ou se convertissent.
À la Révolution, cette paroisse fut touchée par les guerres de Vendée. En 1793 et 1794, avec le passage des républicains puis des colonnes infernales, l’église, la cure et de nombreuses maisons furent incendiées.

### Période contemporaine
Depuis, le paysage hilairois fut modifié avec les opérations de remembrement qui ont beaucoup modifié l'apparence bocagère du territoire.

## Héraldique
| Blason | Blasonnement : Parti : au 1, d'azur à la crosse épiscopale contournée d'or ; au 2, de gueules au lion couronné d'argent ; le tout sommé d'un chef d'argent chargé de trois mouchetures d'hermine de sable. Commentaires : Crosse épiscopale de St-Hilaire, évêque au 6e siècle. Lion d'Olivier de Clisson (1311). |

## Devise
La devise de Saint-Hilaire-de-Clisson : Serenitas et Vitalitas.

## Politique et administration

### Administration municipale
Le conseil municipal de la commune de Saint-Hilaire-de-Clisson est composé de 19 membres : le maire, 5 adjoints et 13 conseillers municipaux. La mairie se situe au 1, place de l'Église.

### Les maires de Saint-Hilaire-de-Clisson
| Période                                  | Période   | Identité         | Étiquette | Qualité                                                                |
| ---------------------------------------- | --------- | ---------------- | --------- | ---------------------------------------------------------------------- |
| Les données manquantes sont à compléter. |           |                  |           |                                                                        |
| 1910                                     | ?         | Blanloeil        |           |                                                                        |
| mai 1953                                 | mars 1959 | Eugène Rivière   |           |                                                                        |
| mars 1959                                | mars 1977 | Joseph Perraud   |           | Exploitant agricole                                                    |
| mars 1977                                | mars 1989 | Joseph Durand    |           | Agriculteur                                                            |
| mars 1989                                | mars 2001 | Michel Méchineau |           | Agriculteur                                                            |
| mars 2001                                | mars 2008 | Bernard Coutand  |           |                                                                        |
| mars 2008                                | mai 2020  | Martine Legeai   | DVD       | Adjointe administrative retraitée Réélue en 2014                       |
| mai 2020                                 | En cours  | Denis Thibaud    |           | Associé d'une entreprise de mécanique industrielle, ancien 1er adjoint |

## Population et société

### Démographie

#### Évolution démographique
L'évolution du nombre d'habitants est connue à travers les recensements de la population effectués dans la commune depuis 1793. Pour les communes de moins de 10 000 habitants, une enquête de recensement portant sur toute la population est réalisée tous les cinq ans, les populations de référence des années intermédiaires étant quant à elles estimées par interpolation ou extrapolation. Pour la commune, le premier recensement exhaustif entrant dans le cadre du nouveau dispositif a été réalisé en 2004.

En 2022, la commune comptait 2 405 habitants, en évolution de +6,04 % par rapport à 2016 (Loire-Atlantique : +6,68 %, France hors Mayotte : +2,11 %).
| 1793  | 1800 | 1806  | 1821  | 1831  | 1836  | 1841  | 1846  | 1851  |
| ----- | ---- | ----- | ----- | ----- | ----- | ----- | ----- | ----- |
| 4 000 | 520  | 1 023 | 1 018 | 1 224 | 1 231 | 1 222 | 1 306 | 1 247 |

| 1856  | 1861  | 1866  | 1872  | 1876  | 1881  | 1886  | 1891  | 1896  |
| ----- | ----- | ----- | ----- | ----- | ----- | ----- | ----- | ----- |
| 1 273 | 1 287 | 1 280 | 1 243 | 1 287 | 1 282 | 1 244 | 1 277 | 1 250 |

| 1901  | 1906  | 1911  | 1921 | 1926  | 1931 | 1936 | 1946 | 1954 |
| ----- | ----- | ----- | ---- | ----- | ---- | ---- | ---- | ---- |
| 1 204 | 1 176 | 1 137 | 981  | 1 001 | 955  | 929  | 901  | 913  |

| 1962 | 1968 | 1975 | 1982  | 1990  | 1999  | 2004  | 2006  | 2009  |
| ---- | ---- | ---- | ----- | ----- | ----- | ----- | ----- | ----- |
| 962  | 991  | 964  | 1 173 | 1 334 | 1 474 | 1 703 | 1 773 | 1 973 |

| 2014  | 2019  | 2022  | - | - | - | - | - | - |
| ----- | ----- | ----- | - | - | - | - | - | - |
| 2 170 | 2 320 | 2 405 | - | - | - | - | - | - |

#### Pyramide des âges
La population de la commune est relativement jeune.
En 2018, le taux de personnes d'un âge inférieur à 30 ans s'élève à 38,7 %, soit au-dessus de la moyenne départementale (37,3 %). À l'inverse, le taux de personnes d'âge supérieur à 60 ans est de 17,9 % la même année, alors qu'il est de 23,8 % au niveau départemental.
En 2018, la commune comptait 1 174 hommes pour 1 129 femmes, soit un taux de 50,98 % d'hommes, largement supérieur au taux départemental (48,58 %).
Les pyramides des âges de la commune et du département s'établissent comme suit.
| Hommes | Classe d’âge | Femmes |
| ------ | ------------ | ------ |
| 0,3    | 90 ou +      | 0,4    |
| 2,5    | 75-89 ans    | 4,8    |
| 13,8   | 60-74 ans    | 14,2   |
| 19,9   | 45-59 ans    | 18,9   |
| 23,2   | 30-44 ans    | 24,7   |
| 14,8   | 15-29 ans    | 13,9   |
| 25,5   | 0-14 ans     | 23,0   |

| Hommes | Classe d’âge | Femmes |
| ------ | ------------ | ------ |
| 0,6    | 90 ou +      | 1,8    |
| 6      | 75-89 ans    | 8,6    |
| 15,1   | 60-74 ans    | 16,4   |
| 19,4   | 45-59 ans    | 18,8   |
| 20,1   | 30-44 ans    | 19,3   |
| 19,2   | 15-29 ans    | 17,4   |
| 19,5   | 0-14 ans     | 17,6   |

## Économie
Saint-Hilaire-de-Clisson dispose d'un parc d'activités dans la zone artisanale et industrielle de la Garnerie
La viticulture est présente dans la commune avec des vignes (AOC muscadet, gros-plant-du-pays-nantais). Elle fait partie du Vignoble Nantais.

## Vie locale
Saint-Hilaire-de-Clisson dispose d'un relais postal, de trois salles municipales, d'un complexe sportif « l'espace de la Noue » composé d'une salle de sport et de plusieurs terrains de football, d'une bibliothèque municipale et d'une ADMR (aide à domicile en milieu rural).
On retrouve dans cette commune une place où on retrouve une boulangerie, un café, deux coiffeurs.

### Santé
Pour les soins, la commune possède notamment: un cabinet d'infirmière, une ostéopathe ainsi qu’un cabinet de kinésithérapie avec plusieurs kinésithérapeutes.

### Écologie et recyclage
La communauté de Communes de la Vallée de Clisson gère la collecte de la commune. Il y a une collecte bi-hebdomadaire des ordures ménagères. Une collecte des ordures issues du tri sélectif a lieu toutes les deux semaines.

### Enseignement
Saint-Hilaire-de-Clisson est rattachée à l'Académie de Nantes.
- École privée Saint-Joseph
- École publique Simone Veil (ouverte en 2017)

### Cultes
Culte catholique
La paroisse catholique Sainte-Marie-du-Val-de-Sèvre regroupe les communautés de Boussay, Clisson, Gétigné, Gorges, Saint-Hilaire-de-Clisson, Monnières et Saint-Lumine-de-Clisson.

## Lieux et monuments
- L'église néo-romane du XIXe siècle, rénovée depuis 2010, a été construite à l'initiative du curé Lointier : la bénédiction de la première pierre est faite le 10 juin 1867, celle de l'église le 22 décembre 1868 et celle de la cloche le 6 juin 1870 par le chanoine Richard ; la consécration est faite par Mgr Lecoq (évêque de Nantes), le 26 septembre 1887 puis à nouveau consacrée à la « Très Sainte Vierge » le 20 février 1938 ;
- Le presbytère ;
- La mairie ;
- D'anciens moulins à vent.